# Konklaven 2025
Konklaven 2025 var ett valsammanträde där Romersk-katolska kyrkans kardinaler valde en efterträdare till påve Franciskus, som avlidit den 21 april 2025. Efter fyra röstomgångar valdes kardinal Robert Prevost till ny påve, den 267:e i ordningen. Han antog påvenamnet Leo XIV.
Konklaven pågick 7–8 maj. Sammanträdet hölls i Sixtinska kapellet under ledning av kardinalbiskoparnas ålderspresident Pietro Parolin. Gudstjänster och andra samlingar hölls i anslutning till kapellet.
Konklaven har beskrivits som den konklav som haft flest antal röstberättigade kardinaler, med störst geografisk spridning. Elektorerna kom från 71 länder, varav femton länder representerades för första gången. Prevost blev också den första amerikanskfödda och den första peruanska medborgare som valts till påve.

## Bakgrund och förberedelser
Påve Franciskus avled på morgonen den 21 april 2025. Omedelbart därefter började Romersk-katolska kyrkans kardinaler samlas i Vatikanen för att delta i begravningen, generalförsamlingen och konklaven.

### Gällande kanonisk rätt
Den gällande valproceduren finns i den apostoliska konstitutionen Universi Dominici Gregis, som fastställdes av Johannes Paulus II 1996, med de revideringar som Benedictus XVI beslutade om motu proprio 2007 och 2013.

### Generalförsamling

#### Förutsättningar
Den kanoniska rätten reglerar att samtliga röstberättigade kardinaler samt de övriga kardinaler som önskar, på kallelse av kyrkans camerlengo, omedelbart efter påvens död samlas till generalförsamling för att förbereda konklaven.
Generalförsamlingen sammanträder med de kardinaler som är närvarande för tillfället; var och en av kardinalerna avlägger tystnadslöfte om vad som yppas under församlingen gällande valet av påven.
Inför konklaven 2025 hölls sammanlagt tolv sammanträden i generalförsamling, med början den 22 april och det sista sammanträdet den 6 maj.

#### Syfte och beslut
Generalförsamlingen syftar till att låta camerlengon ta del av kardinalskollegiets åsikter, och att låta kardinalerna yttra sig över frågeställningar inom valprocessen, begära förtydliganden av förfarandet och lämna förslag. Genom generalförsamlingen förmedlar camerlengon också information till de samlade kardinalerna. Generalförsamlingen fattar beslut om det praktiska genomförandet av valet, men saknar makt att förändra valprocessen.
Så snart som möjligt ska generalförsamlingen svara för att
- de troende får möjlighet att visa vördnad för den avlidne påven, genom att hans kropp placeras på lit de parade i Peterskyrkan.
- förbereda begravningsritualet, jordfästning samt den sorgenovena som inleds i och med begravningen.
- en kommission[a] förbereder logi för de röstberättigade kardinalerna och konklavens övriga funktionärer samt vidtar praktiska förberedelser för konklavens sammanträde i Sixstinska kapellet.
- genom lottning fördela rummen mellan elektorerna.
- utse två präster som håller varsin meditation för kardinalskollegiet respektive elektorerna.
- svara för att fiskarringen och påvens stora sigill bryts.
- godkänna den Heliga stolens kostnader, från påvens död till dess att hans efterträdare utsetts.
- ta del av eventuella dokument som den avlidne påven efterlämnat till kardinalskollegiet.
- besluta om dag och tid för konklavens inledning.[3]

Merparten av dessa ärenden hanterades under generalförsamlingens tre första sammanträden. Den 28 april enades generalförsamlingen om att inleda konklaven den 7 maj i Sixstinska kapellet. Den beslutade också att skjuta upp samtliga sedan tidigare planerade helgonförklaringar till dess att en ny påve tillträtt.

#### Kandidatgranskning
Genom anföranden vid generalförsamlingens sessioner och informella samtal vid måltider, pauser och transporter nyttjar elektorerna också generalförsamlingen till att lära känna varandra och undersöka kardinaler som kan vara lämpliga att väljas till påve.
Genom de formella anförandena kan kardinalerna även betona vilka färdigheter den kommande påven behöver, eller vilka problem påven bör kunna hantera. Bland de ämnen som lyftes under generalförsamlingen fanns bland annat de reformer som påve Francinskus inlett; den Heliga stolens ekonomiska ställning; synodalitet och ecklesiologi; migration, migranters bidrag till samhället och migranters tro samt påvens makt inom ramen för kanonisk rätt.

### Sekretess
Den apostoliska konstitutionen förutsätter absolut sekretess om de överläggningar och omröstningar som försiggår under konklaven. Samtliga kardinaler avgav tystnadslöfte inför sitt deltagande i generalförsamlingen; de kardinaler som är elektorer avlägger ytterligare ett tystnadslöfte i samband med att konklaven inleds. Den 5 maj samlades de funktionärer och personal som stöttar kardinalerna under konklaven i Paulinska kapellet, för att inför camerlengo Kevin Farrell avlägga ett liknande tystnadslöfte. Här ingick kardinalkollegiets sekreterare, ett flertal ceremonimästare och liturger, de kaplaner som bistår kardinalerna eller fungerar som deras biktfäder under konklaven, delar av Schweizergardet samt medicinsk, teknisk och hushållspersonal. Brott mot dessa tystnadslöften leder till automatisk exkommunikation.
Även praktiska och tekniska åtgärder vidtogs för att bevara sekretessen, och de lokaler som användes förbereddes genom installation av elektronisk utrustning som förhindrar avlyssning och telekommunikation. Såväl sammanträdesrum som logi, gemensamhetsutrymmen och kök genomsöktes efter avlyssningsteknik och sändare inför konklavens början; därefter förseglades lokalerna. Samtidigt lämnade deltagarna, funktionärer och personal ifrån sig mobiler och övrig kommunikationsutrustning. Transporter mellan de olika lokalerna organiserades för att förhindra kommunikation med omvärlden, oavsett transportmedel. I Sixtinska kapellets maskerades fönstren för att förhindra insyn och kommunikation. I kardinalernas logi har fönster och fönsterluckor låsts.
För att ytterligare bevara sekretessen bränns elektorernas röstsedlar upp innan kardinalerna lämnar Sixstinska kapellet.

### Meditationer
Den första av de två meditationerna som föreskrivs i Universi Dominici Gregis hölls vid den sjätte generalförsamlingen av fader Donato Oligari, abbot av klostret Sankt Paulus utanför murarna. Oligari lyfte fram brödraskap, rättvisa och fred, samt betonade att påve Franciskus arbete för en synodal kyrka lett till ökad delaktighet och förnyelse över hela världen.
Den andra av de två meditationerna gavs under eftermiddagen den 7 maj, efter att elektorerna avlagt konklavens tystnadslöfte i Sixstinska kapellet. Talare var kardinal Raniero Cantalamessa, som var det påvliga hushållets predikant 1980–2024.

## Antal röstberättigade
Rösträtt i konklaven har samtliga kardinaler som ännu inte hade uppnått 80 års ålder när påvestolen blev vakant, dock högst 120 kardinaler.
Den 21 april var det 136 av de 252 kardinalerna som uppfyllde åldersgränsen för rösträtt. Den 29 april meddelade generalförsamlingen sin tolkning av kyrkorätten och konstaterade att genom att utse fler än 120 röstberättigade kardinaler hade påve Franciskus samtidigt beslutat om undantag från antalsbegränsningen, och att samtliga kardinaler som uppfyller ålderskraven därför har rösträtt.
Kardinal Philippe Ouédraogo firade sin 80-årsdag i januari 2025 men deltog trots det i konklaven med rösträtt, då Vatikanen strax före påve Franciskus bortgång justerat Ouédraogos födelsedatum, vilket åter gjort honom röstberättigad.
Kardinal Giovanni Angelo Beccius rösträtt ifrågasattes, då han 2020 avsade sig "de rättigheter som följer av kardinalatet". Då han aldrig fråntagits sin kardinalstitel hävdade Becciu först sin rätt att delta i konklaven, innan han ändrade sig och meddelade att han avstår deltagande av respekt för Franciskus. Hans uttalande bekräftades av generalförsamlingen.
Det totala antalet röstberättigade – inklusive Ouédraogo men exklusive Becciu – uppgår därmed till 135.

## Deltagare

### Kardinaler
| Grafik över antal kardinaler med rösträtt per region. | Grafik över antal kardinaler med rösträtt per region. |
| Region                                                | Antal                                                 |
| ----------------------------------------------------- | ----------------------------------------------------- |
| Europa utöver Italien                                 | 35 (1 avstår)                                         |
| Italien                                               | 17                                                    |
| Sydamerika                                            | 17                                                    |
| Nordamerika                                           | 20                                                    |
| Asien                                                 | 23                                                    |
| Oceanien                                              | 4                                                     |
| Afrika                                                | 17 (1 avstår)                                         |
| Totalt                                                | 133 (2 avstår)                                        |

Av de 135 röstberättigade kardinalerna hade två – Antonio Cañizares Llovera, Spanien, och John Njue, Kenya – meddelat att de inte kunde delta i konklaven av hälsoskäl. Det totala antalet röstande var därför 133, och för att bli vald krävdes 89 röster.
Bland de röstberättigade hade 108 av 135 utsetts av Franciskus, som samtidigt haft ett stort fokus på att bryta den europeiska övervikten i kardinalskollegiet. De röstberättigade kom från totalt 71 olika länder, vilket var avsevärt mer än vid tidigare konklaver och den mest geografiskt utspridda konklaven i kyrkans historia. Europa var dock fortsatt överrepresenterat; det gällde i synnerhet Italien med sjutton röstberättigade kardinaler.
Femton länder var för första gången representerade av en kardinal av den egna nationen, däribland Sverige som företräddes av den första svenskfödda kardinalen någonsin, Anders Arborelius.
Fem av kardinalerna företräder katolska östkyrkor:
- patriarken av Baghdad Louis Raphaël I Sako, Kaldeisk-katolska kyrkan
- storärkebiskop Baselios Cleemis, Syro-malankariska katolska kyrkan
- ärkebiskop Berhaneyesus Demerew Souraphie, Etiopisk-katolska kyrkan
- epark Mykola Bychok, Ukrainska grekisk-katolska kyrkan
- ärkebiskop George Koovakad, Syro-malabariska katolska kyrkan[34]

Endast en av kardinalerna – dominikanermunken Timothy Radcliffe – är inte biskopsvigd.

### Funktionärer
Då såväl kardinalkollegiets dekan som dess vicedekan överstiger åldersgränsen och inte deltar i konklaven, kan de inte heller leda dess förhandlingar. I stället faller den uppgiften på den av de röstberättigade biskopskardinalerna som först utsågs till kardinal, vilket är Pietro Parolin.
Kardinalkollegiets ordinarie sekreterare, Ilson de Jesus Montanari, fungerar också som konklavens sekreterare. Kardinalprotodiakon är Dominique Mamberti, med uppgiften att meddela omvärlden att en ny påve valts.
Kardinalprotoprästen Michael Michai Kitbunchu deltar inte i konklaven till följd av åldersreglerna; hans uppdrag att be för den nyvalda påven utförs dock först i samband med installationsgudstjänsten, det vill säga några dagar efter konklavens slut. Därför har ingen ersättare utsetts.

## Konklaven

### Dag 1
På morgonen den 7 maj deltog alla kardinaler i en votivmässa kallad Pro Eligendo Romano Ponticie (latin, Inför val av påve). Mässan hölls i Peterskyrkan, under ledning av kardinalkollegiets dekan Giovanni Battista Re. Kardinal Re höll också homilian under mässan, där han betonade kyrkans enighet.
På eftermiddagen gick elektorerna i procession från Paulinska kapellet till Sixtinska kapellet.
I Sixtinska kapellet läste kardinalbiskoparnas ålderspresident Pietro Parolin upp den ed som konklavens deltagare avger först kollektivt och därefter individuellt. Eden innehöll löften om att följa kyrkans lagar avseende påveval, att den av kardinalerna som väljs till påveämbetet helt och fullt kommer hänge sig åt ämbetet, en absolut tystnadsplikt om påvevalet och allt som hör samman med det, samt att inte låta påvevalet påverkas av sekulära makter. När kollegiet gemensamt tagit del av innehållet avlade var och en av kardinalerna eden.
När samtliga elektorer avlagt eden ropade överceremonimästaren Extra omnes (ungefär Alla ut!), varpå alla utomstående lämnade kapellet, med undantag av den predikant som ska hålla den andra meditationen, samt överceremonimästaren själv. Efter att meditationen avslutats lämnade även dessa båda Sixtinska kapellet, och rummet låstes med nyckel (latin: cum clave).
Under eftermiddagen den 7 maj inleddes konklavens förhandlingar under ledning av kardinal Pietro Parolin. Strax efter klockan 21:00 syntes svart rök från Sixstinska kapellets skorsten, vilket signalerade att den första omröstningen avslutats utan att någon person fått mer än 2/3 av rösterna.
Enligt det i förväg meddelade programmet avslutades dagens session med att kardinalerna sjunger en mariahymn, men då ingen kommunikation sker med omvärlden under den pågående konklaven kan uppgiften inte bekräftas.

### Dag 2
Enligt det officiella programmet inledde kardinalerna den 8 maj med mässa och laudes i Paulinska kapellet, följt av bön i Sixtinska kapellet. Därefter återupptogs omröstningarna i Sixstinska kapellet, med två omröstningar under förmiddagen och två under eftermiddagen. Konklaven avslutas så snart en person valts till påve och accepterat uppdraget.
Så snart en ny påve valts signaleras detta med vit rök från Sixstinska kapellets skorsten; om ingen fått det erforderliga antalet röster signaleras detta med svart rök genom skorstenen efter förmiddagens respektive eftermiddagens andra omröstning.
Strax före klockan 12 syntes svart rök ovanför Sixstinska kapellet, och medier tolkade det som att varken den andra eller tredje omröstningen uppnått den nödvändiga majoriteten för att välja en ny påve. Kardinalerna ajournerade därefter sitt sammanträde för lunch.
Strax efter kl 18 syntes vit rök över Sixtinska kapellet, och kyrkklockor började ringa för att markera att en ny påve valts. Vid 19-tiden iordningställdes Peterskyrkans benediktionsloggia, varefter protodiakon Dominique Mamberti meddelade att en ny påve valts, nämligen kardinal Robert Prevost, och att han antagit Leo XIV som sitt påvenamn.
| ”                                          | Annuntio vobis gaudium magnum, habemus papam: Eminentissimum ac reverendissimum Dominum, Dominum Robertum Franciscum Sanctae Romane Ecclesiae Cardinalem Prevost qui sibi nomen imposuit Leonem XIV. | „ |
| – protodiakon kardinal Dominique Mamberti, | |   |

Strax därefter steg den nyvalde påven ut på benediktionsloggian för att ta emot hyllningar från dem som samlats på Petersplatsen, och för att uttala en fridshälsning och sin välsignelse över staden och världen, Urbi et Orbi. Han sände också en särskild hälsning på spanska till sitt stift Chiclayo i Peru.

### Fotnoter
1. ↑  ”Robert Prevost är vald till ny påve”. SVT Nyheter. 8 maj 2025. https://www.svt.se/nyheter/utrikes/en-ny-pave-ar-vald. Läst 8 maj 2025.
2. ↑  ”New Pope Leo XIV: Robert Prevost appears on Vatican balcony - watch live” (på brittisk engelska). BBC News. https://www.bbc.com/news/live/cn4we7prv4rt?post=asset:dcb62433-5907-4508-9446-7fc510a2997e#post. Läst 8 maj 2025.
3. 1 2 3 4 5 6 7 8 9 10 11 12  ”Universi Dominici Gregis (revised version)” (på engelska). www.vatican.va. Holy See. 22 februari 2013. https://www.vatican.va/content/john-paul-ii/en/apost_constitutions/documents/hf_jp-ii_apc_22021996_universi-dominici-gregis.html. Läst 1 maj 2025.
4. ↑  ”De aliquibus mutationibus in normis de electione Romani Pontificis (die XI m. Iunii, a. MMVII) | Benedictus XVI” (på latin). www.vatican.va. Holy See. 11 juni 2007. https://www.vatican.va/content/benedict-xvi/la/motu_proprio/documents/hf_ben-xvi_motu-proprio_20070611_de-electione.html. Läst 7 maj 2025.
5. ↑  ”Apostolic Letter issued "Motu Proprio" on certain modifications to the norms governing the election of the Roman Pontiff (22 February 2013) | BENEDICT XVI” (på engelska). www.vatican.va. Holy See. 22 februari 2013. https://www.vatican.va/content/benedict-xvi/en/motu_proprio/documents/hf_ben-xvi_motu-proprio_20130222_normas-nonnullas.html. Läst 7 maj 2025.
6. 1 2  ”General Congregations of Cardinals begin in the Vatican - Vatican News” (på engelska). www.vaticannews.va. 22 april 2025. https://www.vaticannews.va/en/vatican-city/news/2025-04/general-congregations-vatican-cardinals-funeral-translation.html. Läst 7 maj 2025.
7. 1 2 3 4 5  ”12th General Congregation focuses on necessary qualities for a future Pope - Vatican News” (på engelska). www.vaticannews.va. 6 maj 2025. https://www.vaticannews.va/en/vatican-city/news/2025-05/12th-general-congregation-college-cardinals.html. Läst 7 maj 2025.
8. 1 2  ”Second General Congregation of Cardinals held in the Vatican - Vatican News” (på engelska). www.vaticannews.va. 23 april 2025. https://www.vaticannews.va/en/vatican-city/news/2025-04/second-general-congregation-of-cardinals-held-in-the-vatican.html. Läst 7 maj 2025.
9. 1 2 3  ”Cardinals hold third General Congregation, begin conversation about Church - Vatican News” (på engelska). www.vaticannews.va. 24 april 2025. https://www.vaticannews.va/en/vatican-city/news/2025-04/general-congregation-third-college-cardinals-thursday.html. Läst 7 maj 2025.
10. 1 2 3 4  Zengarini, Lisa; Watkins, Devin (28 april 2025). ”Conclave to elect new Pope to begin on May 7th - Vatican News” (på engelska). www.vaticannews.va. https://www.vaticannews.va/en/vatican-city/news/2025-04/conclave-elect-new-pope-cardinals-beginning-date-may-2025.html. Läst 1 maj 2025.
11. ↑  White, Christopher (27 april 2025). ”The process to select a new pope has already begun. Cardinals are meeting almost daily.” (på engelska). National Catholic Reporter. https://www.ncronline.org/vatican/vatican-news/process-select-new-pope-has-already-begun-cardinals-are-meeting-almost-daily. Läst 7 maj 2025.
12. 1 2 3 4  Weigel, George (23 april 2025). ”Essay | The High Stakes in Choosing the Next Pope” (på amerikansk engelska). WSJ. https://www.wsj.com/world/the-high-stakes-in-choosing-the-next-pope-1a3d5bc0. Läst 7 maj 2025 (via Proquest).
13. 1 2  ”Cardinals discuss economic situation of the Holy See at General Congregation - Vatican News” (på engelska). 30 april 2025. Arkiverad från originalet den 1 maj 2025. https://web.archive.org/web/20250501223914/https://www.vaticannews.va/en/vatican-city/news/2025-04/seventh-general-congregation-cardinals-wednesday.html. Läst 7 maj 2025.
14. 1 2  ”11th General Congregation focuses on migration, synodality, unity - Vatican News” (på engelska). www.vaticannews.va. 5 maj 2025. https://www.vaticannews.va/en/vatican-city/news/2025-05/11th-general-congregation-college-cardinals-monday-afternoon.html. Läst 7 maj 2025.
15. ↑  Ravelli, Diego (29 april 2025). ”Swearing in of the Officials and Attendants of the Conclave” (på engelska). press.vatican.va. Office of Liturgical Celebrations, Holy See. https://press.vatican.va/content/salastampa/en/bollettino/pubblico/2025/04/29/250429b.html. Läst 1 maj 2025.
16. 1 2 3  Andrews, Frank (29 april 2025). ”Conclave to choose a new pope to begin May 7, Vatican says. Here's how Pope Francis' successor will be chosen.” (på amerikansk engelska). CBS News. https://www.cbsnews.com/news/how-papal-conclave-chose-new-pope/. Läst 1 maj 2025.
17. ↑  ”Officials and Conclave staff take Oath of Secrecy in Pauline Chapel - Vatican News” (på engelska). www.vaticannews.va. 5 maj 2025. https://www.vaticannews.va/en/vatican-city/news/2025-05/sede-vacante-conclave-oath-secrecy-officials-staff.html. Läst 7 maj 2025.
18. 1 2  Barone, Camillo (6 maj 2025). ”The conclave: A detailed explainer of the secret ritual that elects the pope” (på engelska). National Catholic Reporter. https://www.ncronline.org/vatican/conclave-detailed-explainer-secret-ritual-elects-pope. Läst 7 maj 2025.
19. 1 2  Steckelberg, Aaron; Javaid, Maham; Shapiro, Leslie; Canales, Manuel (30 april 2025). ”Inside the conclave: A visual guide on how the next pope will be elected” (på engelska). The Washington Post. Arkiverad från originalet den 30 april 2025. https://web.archive.org/web/20250430135745/https://www.washingtonpost.com/religion/interactive/2025/pope-election-conclave-process/. Läst 7 maj 2025.
20. ↑  Janzon, Eva (6 maj 2025). ”Signalstörare, inte svält, under påvevalet”. Dagen. https://www.dagen.se/nyheter/2025/05/06/signalstorare-inte-svalt-under-pavevalet/. Läst 7 maj 2025.
21. ↑  White, Christopher (29 april 2025). ”Conclave roundup: Cardinal selfies, name tags and talk of Pope Francis as a 'dictator'” (på engelska). National Catholic Reporter. https://www.ncronline.org/conclave-roundup-cardinal-selfies-name-tags-and-talk-pope-francis-dictator. Läst 7 maj 2025.
22. ↑  ”Reflecting on the Church’s Path: Abbot Donato Ogliari Addresses Cardinals” (på amerikansk engelska). osb.org. Ordo Sancti Benedicti. 5 maj 2025. Arkiverad från originalet den 7 maj 2025. https://web.archive.org/web/20250507112141/https://osb.org/2025/05/05/reflecting-on-the-churchs-path-abbot-donato-ogliari-addresses-cardinals/. Läst 7 maj 2025.
23. 1 2 3 4  Merlo, Francesca (7 maj 2025). ”The Conclave begins” (på engelska). www.vaticannews.va. https://www.vaticannews.va/en/vatican-city/news/2025-05/the-conclave-begins-2025-election-267th-pope-may-7.html. Läst 7 maj 2025.
24. ↑  ”Cardinals electors” (på engelska). Holy See Press Office. 19 april 2025. https://press.vatican.va/content/salastampa/en/documentation/card_bio_typed/card_bio_ele.html. Läst 1 maj 2025.
25. 1 2  ”Declaration of the Congregation of Cardinals” (på engelska). press.vatican.va. Congregation of Cardinals. 30 april 2025. https://press.vatican.va/content/salastampa/en/bollettino/pubblico/2025/04/30/250430a.html. Läst 1 maj 2025.
26. 1 2  De Pontac, Gonzague (18 mars 2025). ”Age mix-up restores Burkina Faso's eligibility to vote in next conclave” (på engelska). La croix international. Arkiverad från originalet den 20 mars 2025. https://web.archive.org/web/20250320091756/https://international.la-croix.com/religion/age-mix-up-restores-burkina-fasos-eligibility-to-vote-in-next-conclave. Läst 6 maj 2025.
27. 1 2  ”Vatican Cardinal Angelo Becciu resigns from office and 'rights' of cardinals” (på engelska). Catholic News Agency. 24 september 2020. https://www.catholicnewsagency.com/news/45960/vatican-cardinal-angelo-becciu-resigns-from-office-and-rights-of-cardinals. Läst 7 maj 2025.
28. ↑  Lamb, Christopher; Said-Moorhouse, Lauren (23 april 2025). ”Convicted cardinal demands to be part of conclave to choose new pope, setting up Vatican standoff” (på engelska). CNN. https://edition.cnn.com/2025/04/23/europe/cardinal-becciu-conclave-controversy-intl/index.html. Läst 7 maj 2025.
29. ↑  ”Cardinal Becciu renounces participation in upcoming conclave” (på engelska). www.vaticannews.va. 29 april 2025. https://www.vaticannews.va/en/vatican-city/news/2025-04/cardinal-becciu-renounces-participation-conclave-2025.html. Läst 1 maj 2025.
30. ↑  Millare, Kristina (30 april 2025). ”2 cardinal electors, from Spain and Kenya, to miss papal conclave” (på engelska). Catholic News Agency. https://www.catholicnewsagency.com/news/263763/2-cardinal-electors-from-spain-and-kenya-will-not-attend-upcoming-conclave. Läst 4 maj 2025.
31. 1 2 3  Janzon, Eva (7 maj 2025). ”Nu sätts nyckeln i låset till Sixtinska kapellet”. Dagen. https://www.dagen.se/nyheter/2025/05/07/nu-satts-nyckeln-i-laset-till-sixtinska-kapellet/. Läst 7 maj 2025.
32. 1 2  Zengarini, Lisa; Campisi, Tiziana (29 april 2025). ”Conclave: Who will elect the next Pope? - Vatican News” (på engelska). www.vaticannews.va. https://www.vaticannews.va/en/pope/news/2025-04/conclave-who-will-elect-the-next-pope.html. Läst 5 maj 2025.
33. ↑  ”Förste svenske kardinalen: ”En smärre chock””. Svenska Dagbladet. 21 maj 2017. ISSN 1101-2412. https://www.svd.se/a/yAdrx/forste-svenske-kardinalen-en-smarre-chock. Läst 5 maj 2025.
34. 1 2  ”Los que visten diferente: 5 cardenales de distintos ritos que elegirán al próximo Papa” (på spanska). ACI Prensa. 3 maj 2025. https://www.aciprensa.com/noticias/112967/por-que-algunos-cardenales-visten-diferente. Läst 7 maj 2025.
35. ↑  ”Cardinals announce pre-conclave Mass at sixth General Congregation - Vatican News” (på engelska). www.vaticannews.va. 29 april 2025. https://www.vaticannews.va/en/vatican-city/news/2025-04/sixth-general-congregation-cardinals-future-church.html. Läst 7 maj 2025.
36. ↑  ”Holy Mass «for the election of the Roman Pontiff» (7 May 2025)” (på engelska). www.vatican.va. Holy See Press Office. 7 maj 2025. https://www.vatican.va/content/vatican/en/special/sede-vacante/sede-vacante-2025/20250507-omelia-proeligendo-pontifice.html. Läst 7 maj 2025.
37. 1 2 3  Brockhaus, Hannah (7 maj 2025). ”‘Extra omnes:’ Cardinals closed in conclave begin the election of the new pope” (på engelska). Catholic News Agency. https://www.catholicnewsagency.com/news/263927/extra-omnes-cardinals-closed-in-conclave-begin-the-election-of-the-new-pope. Läst 7 maj 2025.
38. ↑  Tulloch, Joseph (7 maj 2025). ”Black smoke signals end of first day of conclave - Vatican News” (på engelska). www.vaticannews.va. https://www.vaticannews.va/en/vatican-city/news/2025-05/black-smoke-end-first-day-conclave-no-pope.html. Läst 7 maj 2025.
39. 1 2 3  ”Dags för konklav: Nu utses nästa påve”. TT. 7 maj 2025. https://tt.omni.se/dags-for-konklav-nu-utses-nasta-pave/a/alQ3B2. Läst 7 maj 2025 (via omni.se).
40. ↑  ”Pope live: Cardinals return for day two of papal conclave after black smoke on first night” (på brittisk engelska). BBC News. https://www.bbc.com/news/live/cn4we7prv4rt?post=asset:18245872-6f56-4470-8db4-55e6e1d7b2fe#post. Läst 8 maj 2025.
41. ↑  ”Pope conclave live: Black smoke emerges in St Peter's Square, indicating no decision on new pope” (på brittisk engelska). BBC News. https://www.bbc.com/news/live/cn4we7prv4rt?post=asset:9d86d123-437a-4687-bdc8-0aa49379ab1e#post. Läst 8 maj 2025.
42. ↑  Merlo, Francesca (8 maj 2025). ”Black Smoke: No election after morning of first full day of conclave” (på engelska). www.vaticannews.va. https://www.vaticannews.va/en/pope/news/2025-05/black-smoke-no-election-in-the-first-half-of-second-day.html. Läst 8 maj 2025.
43. ↑  ”White smoke meaning a new pope” (på engelska). BBC. 8 maj 2025. https://www.bbc.com/news/live/cn4we7prv4rt?post=asset%3A851f9d64-213e-47b1-b001-24c2fdbdd87d#post.
44. 1 2  ”Leo XIV is the new Pope” (på engelska). www.vaticannews.va. 8 maj 2025. https://www.vaticannews.va/en/pope/news/2025-05/cardinal-elected-pope-papal-name.html. Läst 8 maj 2025.
45. ↑  ”Pope Leo XIV: 'Peace be with all of you'” (på engelska). www.vaticannews.va. 8 maj 2025. https://www.vaticannews.va/en/pope/news/2025-05/pope-leo-xvi-peace-be-with-you-first-words.html. Läst 8 maj 2025.